# Partido Unionista del Úlster

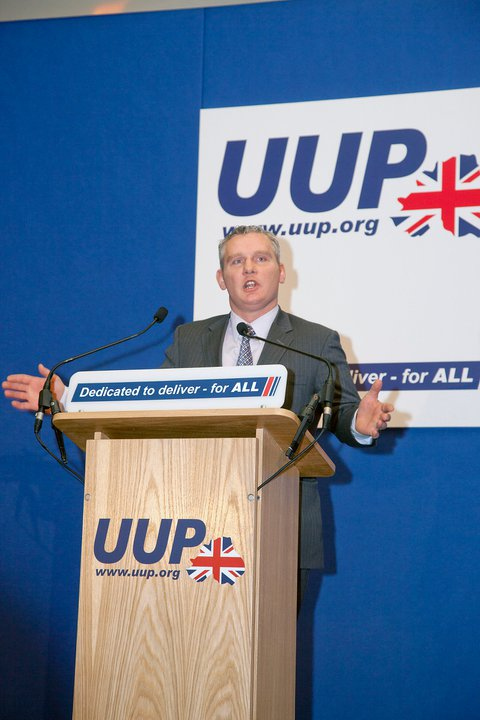
Conferencia del Partido Unionista del Úlster.

El Partido Unionista del Úlster (en inglés, Ulster Unionist Party, UUP) es un partido político británico que desarrolla su actividad especialmente en Irlanda del Norte y participa en las elecciones para los representantes en la Cámara de los Comunes del Reino Unido. Fue el partido político hegemónico durante el conflicto de Irlanda del Norte.
Sus orígenes se remontan a 1905, dentro del Partido Conservador, de los protestantes residentes en Irlanda del Norte y el movimiento de independencia de Irlanda. Con el establecimiento del Parlamento de Irlanda del Norte en 1921, ocupó el gobierno hasta la disolución del mismo en 1970 por el enfrentamiento norirlandés con el IRA. En ese momento, considerando que la defensa de sus intereses como británicos no era la adecuada por el Partido Conservador al que estaban ligados, se desgajaron de él. Del seno del Partido Unionista se formó otra fuerza política, Partido Unionista Democrático, liderado por el reverendo Ian Paisley, absolutamente contrario a cualquier acuerdo con los nacionalistas.
Con el proceso de paz en Irlanda del Norte su líder, David Trimble, apostó por llegar a un acuerdo con las formaciones católicas en el marco del Acuerdo de Viernes Santo, si bien los problemas de desarme del IRA han mantenido la situación inestable.
Desde la firma del Acuerdo, el UUP ha ido perdiendo votos, hasta convertirse en la cuarta fuerza política de Irlanda del Norte en las elecciones a la Asamblea de Irlanda del Norte de 2022.
En las elecciones de Reino Unido de 2022, el partido no obtuvo escaños.

## Resultados electorales

### Parlamento de Irlanda del Norte
| Elecciones | Líder           | # de votos   | % de votos | Escaños | +/-         |
| ---------- | --------------- | ------------ | ---------- | ------- | ----------- |
| 1921       | James Craig     | 343 347 (#1) | 66,9%      | 40/52   | Nuevo       |
| 1925       | James Craig     | 211 662 (#1) | 55,0%      | 32/52   | 8           |
| 1929       | James Craig     | 148 579 (#1) | 50,8%      | 37/52   | 5           |
| 1933       | James Craig     | 73 791 (#1)  | 43,5%      | 36/52   | 1           |
| 1938       | James Craig     | 187 684 (#1) | 56,8%      | 39/52   | 3           |
| 1945       | Basil Brooke    | 180 342 (#1) | 50,4%      | 33/52   | 6           |
| 1949       | Basil Brooke    | 237 411 (#1) | 62,7%      | 37/52   | 4           |
| 1953       | Basil Brooke    | 125 379 (#1) | 48,6%      | 38/52   | 1           |
| 1958       | Basil Brooke    | 106 177 (#1) | 44,0%      | 37/52   | 1           |
| 1962       | Basil Brooke    | 147 629 (#1) | 48,8%      | 34/52   | 3           |
| 1965       | Terence O'Neill | 191 896 (#1) | 59,1%      | 36/52   | 2           |
| 1969       | Terence O'Neill | 269 501 (#1) | 48,2%      | 36/51   | Sin cambios |
| 1973       | Brian Faulkner  | 182 696 (#1) | 25,3%      | 24/78   | 12          |
| 1973       |                 | 76 094 (#4)  | 10,5%      | 7/78    |             |
| 1975       | Harry West      | 167 214 (#1) | 25,4%      | 19/78   | 12          |
| 1982       | James Molyneaux | 188 277 (#1) | 29,7%      | 26/78   | 7           |
| 1996       | David Trimble   | 181 829 (#1) | 24,2%      | 30/110  | 4           |
| 1998       | David Trimble   | 172 225 (#2) | 21,3%      | 28/108  | 2           |
| 2003       | David Trimble   | 156 931 (#3) | 22,7%      | 27/108  | 1           |
| 2007       | Reg Empey       | 103 145 (#4) | 14,9%      | 18/108  | 9           |
| 2011       | Tom Elliott     | 87 531 (#4)  | 13,23%     | 16/108  | 2           |
| 2016       | Mike Nesbitt    | 87 302 (#3)  | 12,6%      | 16/108  | Sin cambios |
| 2017       | Mike Nesbitt    | 103 314 (#3) | 12,9%      | 10/90   | 6           |
| 2022       | Doug Beattie    | 96 390 (#4)  | 11,2%      | 9/90    | 1           |

### Cámara de los Comunes
| Elecciones | # de votos | % de votos (Irlanda del Norte) | Escaños (Irlanda del Norte) | +/-         |
| ---------- | ---------- | ------------------------------ | --------------------------- | ----------- |
| 1922       | 69 357     | 57,2 (#1)                      | 11/13                       |             |
| 1923       | 79 453     | 49,4 (#1)                      | 11/13                       | Sin cambios |
| 1924       | 286 895    | 83,8 (#1)                      | 13/13                       | 2           |
| 1929       | 247 291    | 68,0 (#1)                      | 11/13                       | 2           |
| 1931       | 149 566    | 56,1 (#1)                      | 11/13                       | Sin cambios |
| 1935       | 292 840    | 64,9 (#1)                      | 11/13                       | Sin cambios |
| 1945       | 394 373    | 54,5 (#1)                      | 9/13                        | 2           |
| 1950       | 352 334    | 62,8 (#1)                      | 10/12                       | 1           |
| 1951       | 274 928    | 59,4 (#1)                      | 9/12                        | 1           |
| 1955       | 442 647    | 68,5 (#1)                      | 10/12                       | 1           |
| 1959       | 445 013    | 77,2 (#1)                      | 12/12                       | 2           |
| 1964       | 401 897    | 63,2 (#1)                      | 12/12                       | Sin cambios |
| 1966       | 368 629    | 61,8 (#1)                      | 11/12                       | 1           |
| 1970       | 422 041    | 54,2 (#1)                      | 8/12                        | 3           |
| Feb.-1974  | 232 103    | 32,3 (#1)                      | 7/12                        | 1           |
| Oct.-1974  | 256 065    | 36,5 (#1)                      | 6/12                        | 1           |
| 1979       | 254 578    | 36,6 (#1)                      | 5/12                        | 1           |
| 1983       | 259 952    | 34,0 (#1)                      | 11/17                       | 6           |
| 1987       | 276 230    | 38,0 (#1)                      | 9/17                        | 2           |
| 1992       | 271 049    | 34,5 (#1)                      | 9/17                        | Sin cambios |
| 1997       | 258 349    | 32,7 (#1)                      | 10/18                       | 1           |
| 2001       | 216 839    | 26,8 (#1)                      | 6/18                        | 4           |
| 2005       | 127 414    | 17,8 (#3)                      | 1/18                        | 5           |
| 2010       | 102 361    | 15,2 (#4)                      | 0/18                        | 1           |
| 2015       | 114 935    | 16,0 (#3)                      | 2/18                        | 2           |
| 2017       | 83 280     | 10,3 (#4)                      | 0/18                        | 2           |
| 2019       | 93 123     | 11,7 (#5)                      | 0/18                        | Sin cambios |
| 2024       | 94 779     | 12,2 (#5)                      | 1/18                        | 1           |